# Here today-gone tomorrow
『Here today-gone tomorrow』（ヒアー・トゥデイ・ゴーン・トゥモロウ）は、矢井田瞳の5枚目のオリジナル・アルバム。2005年8月15日発売。発売元は東芝EMI / 青空レコード。

## 解説
前作『Air/Cook/Sky』以来2年ぶりとなるスタジオ・アルバム。
2000年から5年間在籍した東芝EMIから発売された最後のアルバム。
CD EXTRA仕様。
オリコンチャート3位を獲得した。

## 制作
本人を中心に複数の音楽プロデューサー・編曲家との共同作業にて、東京・アイルランド・ロンドンでレコーディングを行った。
5曲目『月を見ていた』は、フジテレビ系列の音楽番組「僕らの音楽」での競演をきっかけにHEAT WAVEの山口洋と共作した。
6曲目『NOT A PERIOD』は、アイルランドのバンド・KiLAとレコーディングした。

## 収録曲
| 全作詞: 矢井田瞳。 |                                                                |           |                  |                          |      |
| #                  | タイトル                                                       | 作詞      | 作曲             | プロデュース             | 時間 |
| 1.                 | 「Chapter02」(11thシングル『Chapter01』のリアレンジバージョン) | 矢井田瞳  | 矢井田瞳         | 西川進                   | 4:21 |
| 2.                 | 「マワルソラ」(13thシングル)                                   | 矢井田瞳  | 矢井田瞳         | 村田昭                   | 4:09 |
| 3.                 | 「七色ピエロ」                                                 | 矢井田瞳  | 矢井田瞳         | 村田昭                   | 3:14 |
| 4.                 | 「マーブル色の日」(11thシングル)                               | 矢井田瞳  | 矢井田瞳         | 片岡大志・村田昭         | 2:56 |
| 5.                 | 「月を見ていた」                                               | 矢井田瞳  | 山口洋・矢井田瞳 | HEATWAVE                 | 5:36 |
| 6.                 | 「NOT A PERIOD」                                               | 矢井田瞳  | 矢井田瞳         | 山口洋（HEATWAVE）・KiLA | 4:00 |
| 7.                 | 「believe or doubt」(インスト)                                 | 矢井田瞳  | 村田昭・矢井田瞳 | 村田昭                   | 2:37 |
| 8.                 | 「Pajama Holiday」                                             | 矢井田瞳  | 矢井田瞳         | 村田昭                   | 3:37 |
| 9.                 | 「モノクロレター」(12thシングル)                               | 矢井田瞳  | 矢井田瞳         | 村田昭                   | 4:54 |
| 10.                | 「彼女の理由」                                                 | 矢井田瞳  | 矢井田瞳         | 村田昭                   | 4:18 |
| 11.                | 「ビルを見下ろす屋上で〜whitfield version〜」                  | 矢井田瞳  | 矢井田瞳         | 村田昭                   | 4:09 |
| 12.                | 「雨と嘘」                                                     | 矢井田瞳  | 矢井田瞳         | 河野圭                   | 5:20 |
| 13.                | 「ゆらゆら」                                                   | 矢井田瞳  |                  | 河野圭                   | 3:38 |
| 合計時間:          | 合計時間:                                                      | 合計時間: | 合計時間:        | 52:49                    |      |

### タイアップ
- スズキ「ソリオ」CMソング（M-1）
- 映画「ロボッツ」エンディグテーマ（M-2）
- 映画「きょうのできごと」エンディングテーマ（M-4）
- 日本テレビ系列情報番組「THE・サンデー」エンディングテーマ（M-8）
- NHK総合テレビ月曜ドラマシリーズ「オーダーメイド〜幸せ色の紳士服店〜」エンディングテーマ（M-11）